# Margaret Harrison
Margaret Harrison (Wakefield (West Yorkshire), Regne Unit, 1949) és una artista britànica feminista.

## Trajectòria
El 1970 va fundar el Women's Liberation Art Group (Grup Artístic d'Alliberament de les Dones) a Londres. El 1971, va fer una exposició en solitari en la qual mostrava dibuixos i aquarel·les amb imatges de dones com a farciment d'hamburgueses i del Capità Amèrica amb pits postissos i talons, però va ser clausurada per la policia. Així mateix, va produir obres en què documentava el drama de les treballadores a domicili, sovint mal pagades, de les víctimes de violacions i de les obreres de les fàbriques, entre d'altres. La seva obra Rape (Violació, 1978) va ser inclosa en la controvertida Arts Council Collection el 1979.
Sovint, la intenció de Harrison se centrava en alterar els termes de la famosa frase de John Berger: «Els homes miren les dones. Les dones es miren elles mateixes mentre són observades». La sèrie Good Enough to Eat (Prou bo per menjar-ne), de 1971, mostra dones en roba interior i talons que jeuen fent postures de pin-up a l'interior d'hamburgueses i sandvitxos. A primera vista, sembla com si només responguessin al desig masculí. En «substituir» el tros de carn per una dona, Harrisson exagera amb ironia el suposat paper de les dones com a somni desitjat per l'home que s'ha convertit en realitat i que és de fàcil consum.